# 何杨线
何杨线即何杨支线，是上海市区内一条货运线路。1959年9月开工兴建，在原虬江支线的基础上新建并延伸而成。线路全长9.831公里，起于何家湾站，讫于杨浦站，于1960年3月竣工通车。

## 概览
民国28年（1939年），日本军事当局管理下的华中铁道株式会社于上海市区东北部的黄浦江滨兴建饭田栈桥支线，自年家宅信号场至虬江码头7.967公里。抗日战争结束前，日军将路轨、枕木等设施悉数拆毁。抗战结束后，中央信托局因接运海外物资需要，国民政府交通部出资恢复，并于民国36年1月21日修复，同年12月15日起重新营业，办理军、公物资运输。1950年3月，由于运量较低，自虬江码头起拆除约5.7公里的轨道，后用于修建上海石油站专用线。
1958年，上海铁路枢纽工程开始，为减少穿越市区的影响，同时为杨浦地区的工厂提供服务。上海铁路局决定修建何杨支线，并部分使用原虬江支线的路基和上海石油站专用线。线路在闸殷路1号桥处离开原路基，修建新线至杨浦站。1960年3月工程竣工。1976年与1989年曾分别对路轨和道床进行更换和清理。

## 车站
- 何家湾站
- 上海炼油厂线路所→殷行站
- 杨树浦站→杨浦站

## 沿革
- 1935年 预备兴办虬江码头仓库，后因故未能建成
- 1939年 日伪修建饭田栈桥支线
- 1941年4月 开始办理货运业务
- 1945年 抗日战争结束前，该线被拆除
- 1947年1月21日 线路修复通车
- 1947年12月15日 重新开始营业
- 1950年3月 虬江码头端起拆除轨道5.7公里
- 1952年 余下2公里多的轨道改建为上海石油站专用线
- 1959年9月 何杨支线动工建造
- 1960年3月1日 杨树浦货场竣工
- 1960年5月15日 正式交付运营
- 1960年7月 货场改为独立的杨树浦站
- 1962年5月1日 杨树浦站封站
- 1963年1月1日 杨树浦站恢复，更名为杨浦站